# 稲葉直人 (映画)
稲葉 直人（いなば なおと）は、フジテレビジョン所属の映画・ドラマのプロデューサー。

## 略歴
2001年、フジテレビ入社。営業局勤務を経て映画プロデューサーとなる。映画『テルマエ・ロマエ』で、各年で最も優れた映画プロデューサーに贈られる「藤本賞」を受賞。2013年、エランドール賞受賞。2016年よりドラマ制作へ。編成部を経て、編成局第一制作室所属。

## 作品

### 映画
- ガチボーイ（2008年）  - アソシエイト・プロデューサー
- ハッピーフライト（2008年）  - アシスタント・プロデューサー
- ヴィヨンの妻 〜桜桃とタンポポ〜（2009年） - アソシエイト・プロデューサー
- 劔岳 点の記（2009年） - プロデューサー
- ダンシング・チャップリン（2010年）  - プロデューサー
- SP 野望篇（2010年）  - プロデューサー
- SP 革命篇（2011年） - プロデューサー
- プリンセス トヨトミ（2011年） - プロデューサー
- ロボジー（2012年）  - プロデューサー
- テルマエ・ロマエ（2012年） - プロデューサー（企画・プロデュース）
- 終の信託（2012年） - プロデューサー
- 真夏の方程式（2013年） - プロデューサー
- テルマエ・ロマエII（2014年） - プロデューサー（企画・プロデュース）
- バンクーバーの朝日（2014年） - プロデューサー（企画・プロデュース）
- 信長協奏曲（2016年） - プロデューサー（企画・プロデュース）
- 今夜、ロマンス劇場で（2018年）- 企画・プロデュース
- 劇場版 ルパンの娘（2021年）- プロデュース

### ドラマ
- 水曜日の情事（2001年） - 演出補
- 空から降る一億の星（2002年） - 演出補
- SP 革命前日（2011年）- プロデュース
- 世にも奇妙な物語 ’16秋の特別編（2016年）- 編成企画（企画・プロデュース）
- 世にも奇妙な物語 ’18春の特別編（2018年）- 編成企画（企画・プロデュース）
- 絶対零度〜未然犯罪潜入捜査〜（2018年）- 企画（企画・プロデュース）
- ルパンの娘（2019年）- プロデュース（企画・プロデュース）
- 絶対零度〜未然犯罪潜入捜査〜（2020年）- 企画（企画・プロデュース）
- ルパンの娘（2020年）- プロデュース（企画・プロデュース）

### 編成
- ON 異常犯罪捜査官・藤堂比奈子（2016年）- 編成
- 櫻子さんの足下には死体が埋まっている（2017年）- 編成企画
- 刑事ゆがみ（2017年）- 編成
- コンフィデンスマンJP（2018年）- 編成